# Epimenid
Epimenid (starogrško Ἐπιμενίδης: Epimenídes), starogrški polmitološki duhovnik, prerok in filozof pesnik, * 6. stoletje pr. n. št., Fajstos, Kreta.
Epimenid naj bi za 50 let zaspal v kretski jami, ki je bila za Zevsa sveta. Po prebuditvi je imel dar preroštva. Živel naj bi  v kretskem mestu Knosos.
Plutarh je v svojem delu Življenje Solona zapisal, da je Epimenid očistil Atene po onesnaženju, ki so ga prinesli Alkmajonidi in da je njegovo znanje o žrtvovanju in prenovi pogrebnih opravil zelo pomagalo Solonu pri njegovi prenovi atenske države. Diogen Laertski je ohranil več nepristnih pisem med Epimenidom in Solonom v svojem delu Življenje in misli znamenitih filozofov. Epimenid naj bi prerokoval tudi v Šparti o vojaških zadevah.
Ni jasno, kdaj je Epimenidov paradoks, različica paradoksa o lažnivcu, postal povezan z njim. Verjetno Epimenid sam ni želel vnesti ironije ali paradoksa v svojo izjavo: »Vsi Krečani so lažnivci.« V srednjem veku so raziskovali več oblik paradoksa o lažnivcu, znanim pod imenom insolubilia, vendar niso bili povezani z Epimenidom. Bertrand Russell je v svojem članku o teoriji tipov leta 1908 nezmotljivo povezal Epimenidovo pesnitev in paradoks o lažnivcu.
Po Epimenidu se imenuje krater Epimenid na Luni.